# Líšina (hradiště)
Líšina je pravěké hradiště u stejnojmenné obce v okrese Plzeň-jih. Nachází se na Líšinském kopci jeden kilometr severovýchodně od vesnice.

## Historie
Hradiště bylo objeveno roku 1988 Jaroslavem Baštou a Darou Baštovou, kteří na lokalitě provedli drobný archeologický výzkum. Při něm získali zrnka mazanice, uhlíky a malý soubor pravěkých keramických střepů, které neumožnily přesnější datování vzniku a existence hradiště.

## Stavební podoba
Staveništěm hradiště se stal Lišanský kopec s nadmořskou výškou 392 metrů obtékaný ze tří stran Merklínkou. Rozloha ohrazeného areálu měří jeden hektar. Opevnění využívalo dva přirozené skalní útvary a dochovalo se v podobě terénní terasy patrné zejména na jižní a západní straně. Vnější převýšení terasy je tři až čtyři metry a vnitřní převýšení asi 0,5 metru.